# Fountain Run (Kentucky)
Fountain Run es una ciudad ubicada en el condado de Monroe en el estado estadounidense de Kentucky. En el Censo de 2010 tenía una población de 217 habitantes y una densidad poblacional de 63,62 personas por km².

## Geografía
Fountain Run se encuentra ubicada en las coordenadas 36°43′22″N 85°57′21″O / 36.72278, -85.95583. Según la Oficina del Censo de los Estados Unidos, Fountain Run tiene una superficie total de 3.41 km², de la cual 3.41 km² corresponden a tierra firme y (0.08%) 0 km² es agua.

## Demografía
Según el censo de 2010, había 217 personas residiendo en Fountain Run. La densidad de población era de 63,62 hab./km². De los 217 habitantes, Fountain Run estaba compuesto por el 96.77% blancos, el 1.38% eran afroamericanos, el 0% eran amerindios, el 0% eran asiáticos, el 0% eran isleños del Pacífico, el 0.92% eran de otras razas y el 0.92% pertenecían a dos o más razas. Del total de la población el 0.92% eran hispanos o latinos de cualquier raza.